# Gârnicetu
Gârnicetu – wieś w Rumunii, w okręgu Vâlcea, w gminie Stănești. W 2011 roku liczyła 22 mieszkańców.